# Friedrich August von Zinzendorf

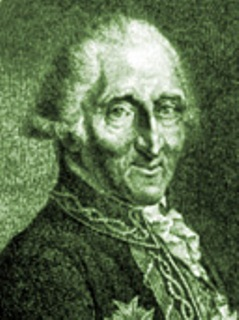
Friedrich August von Zinzendorf

Friedrich August Graf von Zinzendorf und Pottendorf (* 3. August 1733 in Hof bei Oschatz; † 16. März 1804 in Dresden) war ein kursächsischer Staatsmann.

## Biographie
Zinzendorf war ein Sohn des kursächsischen Kammerherrn Grafen Friedrich Christian von Zinzendorf und Pottendorf. Er entstammte dessen zweiter Ehe mit Gräfin Christiane Sophie von Callenberg und wuchs in einem strenggläubigen protestantischen Elternhaus auf. Er war ein Bruder von Karl von Zinzendorf und Halbbruder von Ludwig von Zinzendorf.
Friedrich August von Zinzendorf erhielt eine militärische Ausbildung und trat ins kursächsische Heer ein. Während des Siebenjährigen Krieges wurde der Oberleutnant am 16. Oktober 1756 am Lilienstein von den Preußen gefangen genommen. Nach seiner Rückkehr nach Dresden erfolgte die Beförderung zum Hauptmann und Ernennung zum Kammerherrn. Ab 1759 diente er unter Graf Franz Xaver von der Lausitz im französischen Heer.
Nach Beendigung des Krieges trat er in den diplomatischen Dienst. 1764 wurde Zinzendorf zum Gesandten in Schweden bestellt, dieses Amt trat er jedoch erst 1768 an. Am 3. Oktober 1767 heiratete Zinzendorf in Wildenfels Louise Johanna Sophie Gräfin von Bylandt-Palstercamp, wobei ihre Ehe kinderlos blieb. Von 1784 bis 1812 war die Gräfin Louise im Besitz des herrschaftlichen Weinguts Friedstein auf Kötzschenbrodaer Flur. An sie erinnert zudem ein Denkmal auf der Gauernitzer Elbinsel.
Am 20. April 1776 wurde ihm in Stockholm der Nordstern-Orden im Kommandeursrang verliehen, ein Jahr darauf erfolgte seine Ernennung zum außerordentlichen Gesandten in Berlin. Zu dieser Zeit führte er Verhandlungen, die 1779 zum Abschluss des Teschener Friedens, den er mit unterzeichnete, und damit zur Beendigung des Bayerischen Erbfolgekriegs führten. Ebenso war er am Zustandekommen des Fürstenbunds  beteiligt. Nach dem Basler Frieden wirkte er an der Neutralitätsdeklarations Kursachsens.
Mit dem Tode seines Bruders Maximilian Erasmus wurde Zinzendorf am 5. Dezember 1780 zum Erbherrn der zinzendorfischen Güter in Niederösterreich. 1799 wurde Zinzendorf zum kursächsischen Staatsminister für Militärkommandoangelegenheiten berufen. 1800 erfolgte seine Ernennung zum General der Infanterie. Zinzendorfs besondere Förderung galt dem Kadettencorps und dem Soldatenknabeninstitut Annaburg.
Zinzendorf wirkte auch als Übersetzer. Während seiner Berliner Zeit erschien 1789 Zinzendorfs Übersetzung von Christian Garves Werk über Moral und Politik ins Französische.